# Lock Up the Wolves
Az 1990-es Lock Up the Wolves az amerikai Dio heavy metal zenekar ötödik nagylemeze.

## Története
A Dream Evil album megjelenését követő években több tagcserére is sor került. Először a
tizennyolc éves Rowan Robertson váltotta Craig Goldy-t. Ezt követően
Jimmy Bain és Claude Schnell hagyta el a zenekart. Helyüket Teddy Cook, valamint Jens Johansson foglalta el, és úgy tűnt, elkezdhetik az új lemez készítését. December 28-án
azonban Vinny Appice lépett ki, akinek Simon Wright került a helyére.
1990. január 20. körül megkezdődtek a lemez felvételei a nevadai
Renóban, ám az utómunkálatokat már Londonban végezték. Eredetileg május közepén készültek kiadni az albumot, ám az végül egy héttel korábban, május 7-én jelent meg.
A lemez mellett egy Lock Up the Wolves-kottát is kiadtak.

## Kimaradt dalok
Néhány interjúban a zenekar tagjai elárulták, hogy eredetileg 12 dalt vettek fel, ám az egyik,
Hell Wouldn't Take Her nem került fel a lemezre. Még egy szám készült, a There's A River Between Us, de ezt már korábban elvetették.

## Fogadtatás
Az európai turnét a Metallica előzenekaraként kezdték, majd egy saját koncertkörutat
is tartottak az Egyesült Királyságban. Az itteni színpadtechnika
szegényesnek nevezhető, a díszletet csak néhány csont alkotta.
Az amerikai turné már sokkal látványosabb volt, és a Throw 'em To The Wolves Tour
nevet kapta. 1990. augusztus 5-én azonban történt egy baleset, amikor a szintetizátorra helyezett pirotechnika megsebesítette Jens Johanssont.

### A minneapolisi koncert
1990. augusztus 28-án Geezer Butler lépett a színpadra, és eljátszotta
a Neon Knights című dalt az együttessel. A koncert után leültek beszélgetni Ronnie James
Dio-val, majd úgy döntöttek, újra összehozzák a Black Sabbath zenekart.

## Az album dalai
A dalszövegeket Ronnie James Dio írta.
| 1.  | Wild One                 | Dio, Robertson               | 3:57 |
| 2.  | Born on the Sun          | Appice, Bain, Dio, Robertson | 5:30 |
| 3.  | Hey Angel                | Dio, Robertson               | 4:50 |
| 4.  | Between Two Hearts       | Dio, Robertson               | 6:27 |
| 5.  | Night Music              | Bain, Dio, Robertson         | 4:56 |
| 6.  | Lock Up the Wolves       | Bain, Dio, Robertson         | 8:18 |
| 7.  | Evil on Queen Street     | Cook, Dio, Robertson         | 5:51 |
| 8.  | Walk on Water            | Dio, Johansson               | 3:36 |
| 9.  | Twisted                  | Appice, Bain, Dio, Robertson | 4:35 |
| 10. | Why Are They Watching Me | Dio, Robertson               | 5:00 |
| 11. | My Eyes                  | Dio, Johansson, Robertson    | 6:24 |

## Helyezések
| Album \| Ország \| Helyezés \| \| ------- \| -------- \| \| Amerika \| 61 \| \| Anglia \| 28 \| |          |
| Ország                                                                                          | Helyezés |
| Amerika                                                                                         | 61       |
| Anglia                                                                                          | 28       |

## Közreműködők

### Dio
- Ronnie James Dio – ének
- Rowan Robertson – gitár
- Teddy Cook – basszusgitár
- Jens Johansson – billentyűk
- Simon Wright – dob

### Produkció
- Tony Platt és Ronnie James Dio – producer
- Tony Platt – hangmérnök
- Don Evans – hangmérnökasszisztens
- Nigel Green, Tony Platt – keverés
- Yan Memmi – keverőasszisztens
- George Marino – mastering
- Wil Rees – borító